# Kostel svatého Stanislava (Bolatice)
Kostel svatého Stanislava je barokní římskokatolický farní kostel římskokatolické farnosti Bolatice, který se nachází v katastrálním území obce Bolatice v okrese Opava. V roce 1964 byl areál kostela s kovaným křížem, ohradní zdí a s kaplí svatého Jana Nepomuckého zapsán do Ústředního seznamu kulturních památek České republiky.

## Historie
Kostel byl postaven a vysvěcen v roce 1703. Stavba byla zasvěcena patronovi Polska svatému Stanislavovi, na počest návštěvy polského krále Jana III. Sobieského, který obcí projížděl v roce 1682, když táhl na pomoc Vídni obležené Turky. Do současné podoby byl kostel rozšířen v letech 1911–1912 zednickým mistrem Josefem Seyfriedem z Kravař. Znovu byl vysvěcen 25. listopadu 1912 kanovníkem olomoucké kapituly a světícím biskupem Karlem Wisnarem. V roce 1932 byly instalovány věžní hodiny. V padesátých letech 20. století byl kostel opravován. V roce 1970 byly pořízeny tři zvony, které v roce 1980 byly opatřeny elektrickým pohonem a v roce 2002 byly plně automatizovány s věžními hodinami. V letech 1999–2001 byla provedena generální oprava střechy a obou věží kostela. Kostel je postupně renovován a opravován. V období 2017–2019 byla provedena obnova fresek v kostele. 

## Architektura

#### Exteriér
Kostel je trojlodní bazilika s jádrem ze začátku 18. století. Je orientovaná zděná stavba s kněžištěm, které je zakončeno třemi stranami osmiúhelníku a transeptem, a s třípatrovou věží v západním průčelí. Průčelí je tříosé se třemi portály tvořenými pilastry na vysokých podnožích a vchody s půlkruhovými záklenky, které jsou v horní části profilované s klenáky. Římsové hlavice nesou trojdílné kladí. Nad hlavním portálem je v pískovcové a polychromované kartuši znak. Ve znaku je orlice s písmeny MORS a iniciálami FFLAMU a letopočet 1703, v klenotu je mitra s berlí. V druhém patře věže jsou po stranách štíty s kruhovými otvory v profilovaných šambránách a čtyřmi klenáky. Okraje štítu tvoří tesané podnože s vázami mušlového tvaru a kanelurami. Fasáda průčelí je členěná vpadlými výplněmi a oválnými okny s profilovanými šambránami a klenáky. Boční fasády jsou členěny vpadlými výplněmi a půlkruhovými okny v profilovaných šambránách s klenáky. Nad křídly transeptu a nad zadní stěnou kněžiště jsou čtyřúhelníkové štíty s oválnými okny v profilovaných šambránách s klenáky. Střecha baziliky je valbová krytá bobrovkami, věž má plechovou helmicí, sanktusník a věžičky jsou kryté plechem.

### Interiér
Hlavní loď má tři pole valené klenby na pasech se třemi výsečemi. Transept je zaklenut kopulí. Kněžiště má valenou klenbu na pase zakončenou konchou s výsečemi. Boční lodi, podkruchtí, sakristie a skladiště mají křížové klenby na pasech. Loď je členěna pilastry jejichž kompozitní hlavice jsou zdobeny akantovými listy a hlavičkami andílků. Poprsník kruchty je tvořen balustrádou s kuželkami. Oblouky v podkruchtí jsou zdobeny ve vrcholech kartušemi, mřížkami a hlavičkami andílků. V roce 2003 byla provedena úprava liturgického prostoru a byl posvěcen nový oltář.

## Ohradní zeď
Ohradní zeď obíhá kolem areálu kostela, přilehlé fary a bývalého hřbitova. K západnímu průčelí vede široké schodiště k litinové bráně s postranními brankami. Ohradní zeď je zděná členěná hranolovými převýšenými pilíři s vyznačením soklu. Je ukončená stříškou krytou prejzy. Část ohradní zdi prošla generální opravou v roce 2002 a v roce 2006 byla restaurována vstupní kovaná brána.
V roce 1993 byl vybudován a vysvěcen nový hřbitov. Starý hřbitov kolem kostela (na půdorysu písmene L) byl v roce 2014 zrušen a revitalizován na klidový park.

## Kříž
U pravého bočního vchodu do kostela (jihozápadní nároží) je kovaný železný kříž s černým a stříbrným nátěrem na nízké podložce s korpusem z 18. století. Ramena kříže zdobí akantové květy s růžicemi, spodní část má schránku s dvířky. Ostatní části kříže zdobí ratolesti a voluty. Nad hlavou Krista je symbol Boží Trojice s paprsčitou svatozáří. Stříbrně natřený korpus je zdobený věncem s rozetami. Na zemi je kámen s nápisem: RIP.

## Kaple svatého Jana Nepomuckého
Na návsi východně od kostela stojí barokní kaple z první poloviny 18. století. Samostatně stojící zděná omítaná kaple na půdorysu čtverce s půlkruhovým závěrem. Vchod má půlkruhový záklenek, uvnitř je zaklenut konchou. Nad vchodem je půlkruhový barokně zprohýbaný štít. Střecha je krytá plechem. Uvnitř je oltář se soškou svatého Jana Nepomuckého.

## Galerie

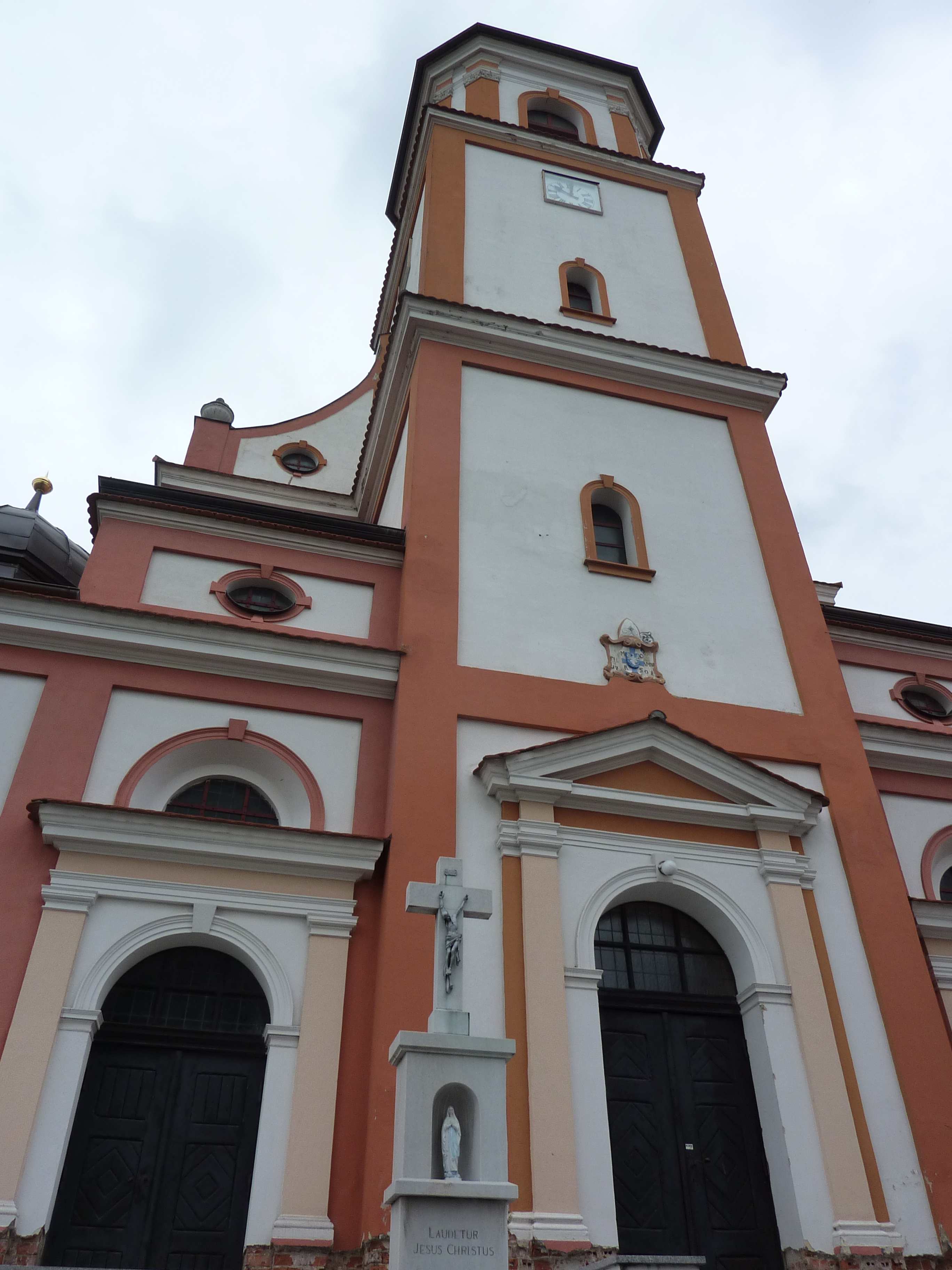
Část vstupního průčelí s věží
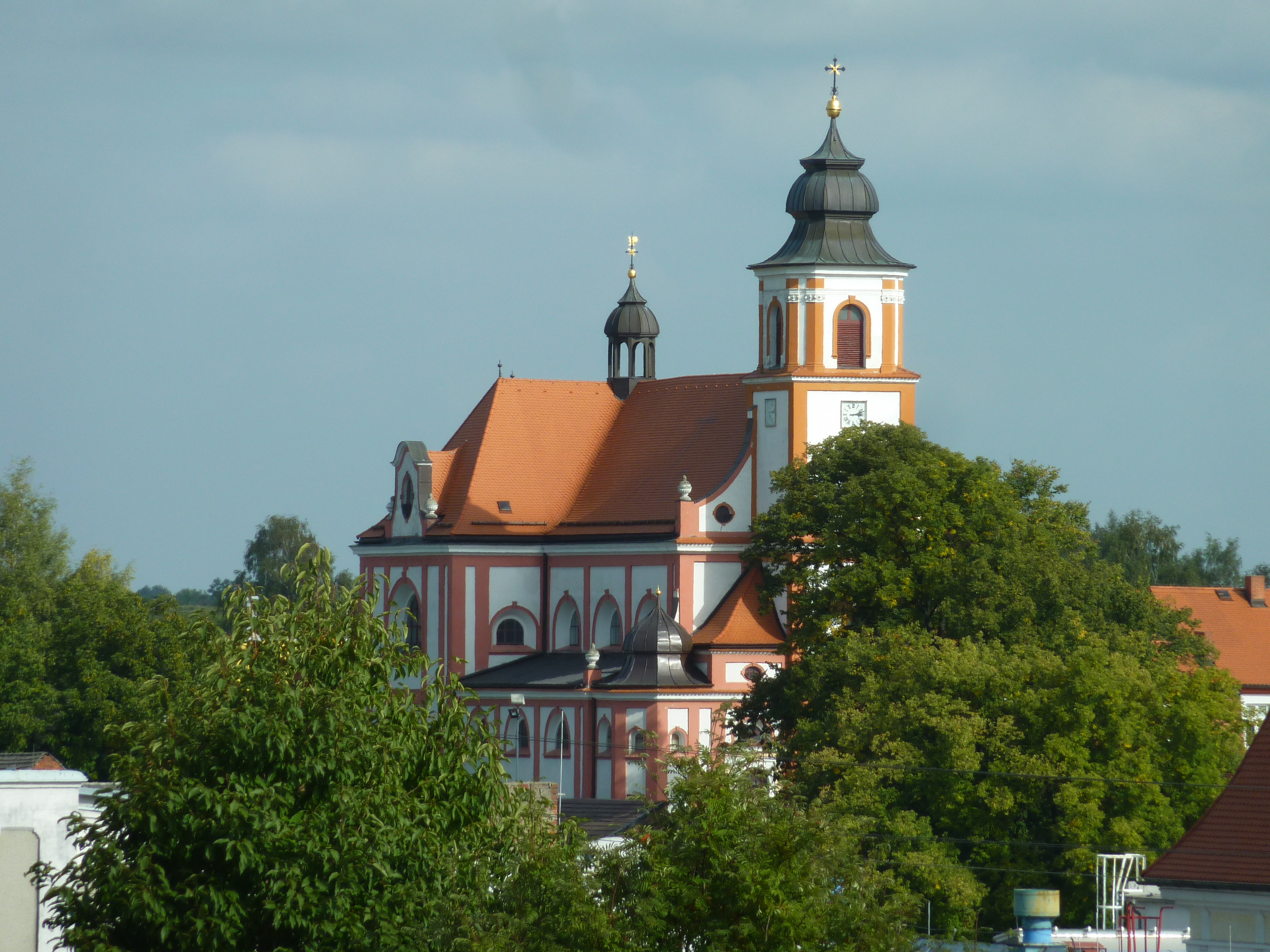
Pohled na kostel
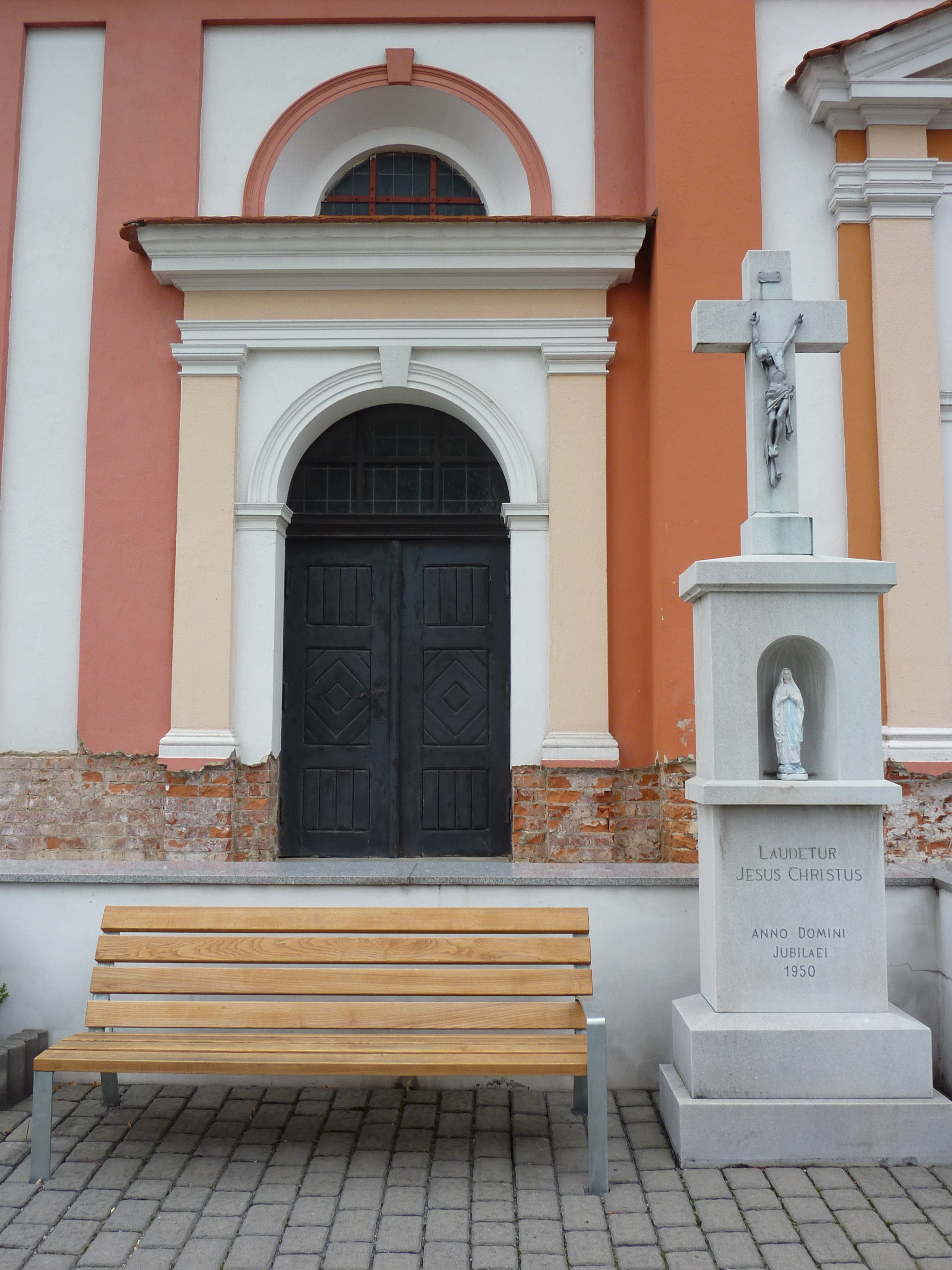
Boční portál
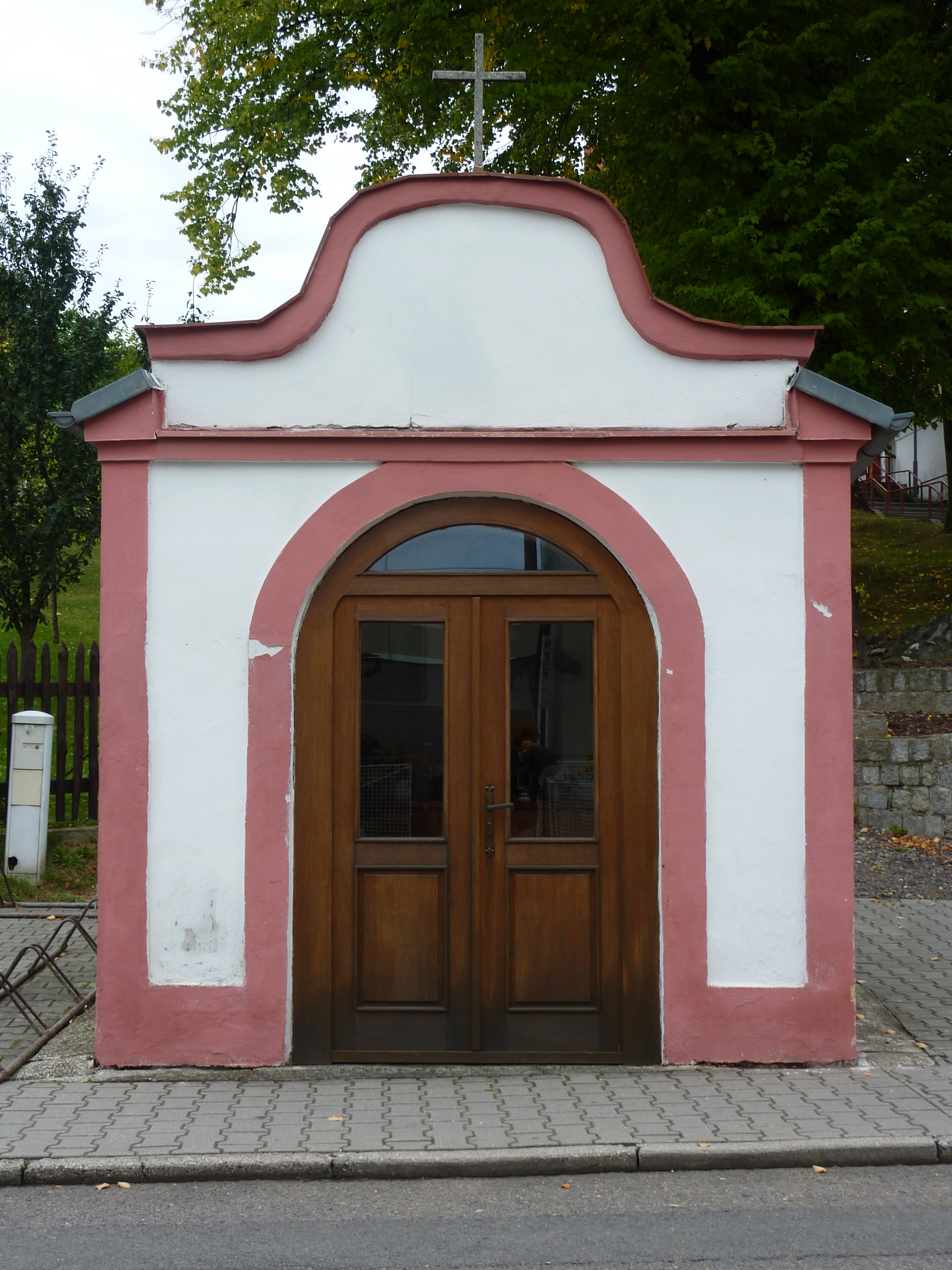
Kaple sv. Jana Nepomuckého